# 青野くんに触りたいから死にたい
『青野くんに触りたいから死にたい』（あおのくんにさわりたいからしにたい）は、椎名うみによる日本の青年漫画、およびそれを原作とするテレビドラマ。作者の連載デビュー作であり、『月刊アフタヌーン』（講談社）にて、2017年2月号から連載中。
本作は人間と幽霊の恋物語であり、2人の関係性が「ユーモアと狂気の描写を織り交ぜ」ながら描かれている。連載開始後、講談社のウェブコミック配信サイト『モアイ』で第1話が公開され、2人の恋愛模様がインターネット上で話題となった。

## あらすじ
加々智高校の女子生徒・刈谷優里は、6月のある日、隣のクラスの青野龍平と会話し、彼に好意を抱く。優里は青野に告白し、交際をスタートさせるが、2週間後、青野は交通事故で亡くなってしまう。優里は後追い自殺をしようとするが、そこに幽霊となった青野が現れる。青野は傍にいるから死なないよう優里に伝え、優里もそれを受け入れる。
あるとき、優里は、青野に憑依を試すよう提案する。それ以来、青野に別の人格・黒青野が現れ、優里など周囲の人間に乗り移ろうとするようになる。そして、青野が、生前の自分と親しかった藤本雅芳に憑依した際、別の生徒が負傷する事件が起きる。この事件を機に、優里と藤本は、優里のクラスメイト・堀江美桜を合わせた3人で、青野について調べるようになる。一方、青野の中では黒青野の力が増し、優里を異界に連れて行こうとする。優里は黒青野と向き合い、黒青野の力を弱めることに成功する。
夏休み、優里と藤本は学童保育のアルバイトを始める。2人の勤務先の小学校には、寿命の一部を霊に捧げると願いが叶うおまじないがあった。これを知った美桜は、優里もおまじないと同じく青野に命を捧げた状態にあるのではないか、という仮説を立てる。

## 登場人物
刈谷 優里（かりや ゆうり）
本作の主人公。加々智高校の女子生徒で、クラスは2年D組。天然ボケで、かつ一途な性格の持ち主。生前の青野と交際しており、青野が幽霊となった後も引き続き彼と交際している。青野とは「生け贄の契約」を結んだ状態にあり、契約の影響で外見にも変化が生じている。
青野 龍平（あおの りゅうへい）
優里の恋人。加々智高校の男子生徒で、クラスは2年C組。優里との交際を開始してから2週間後に亡くなり、以降は幽霊として登場する。優しく、誠実な性格の持ち主。ただし、幽霊となってからはブラックな別人格が生じており、作中ではその状態の青野は黒青野と呼ばれている。
藤本 雅芳（ふじもと まさよし）
青野の友人。加々智高校の男子生徒で、クラスは2年C組。物言いは辛辣だが、根は優しい。青野が幽霊となったことを知る1人だが、優里とは異なり、青野を視認することはできない。
堀江 美桜（ほりえ みお）
加々智高校の女子生徒で、優里のクラスメイト。ホラー映画に造詣が深く、優里や藤本と協力して青野について調べている。
大翔（ひろと）
優里がバイトする学童にいる小学4年生。友達の希美、結菜と共に「四ツ首様」を呼び出すお呪いをして蒼太復活を願った。
蒼太（そうた）
大翔の弟。事故で亡くなったが幽霊となって現れた。大翔、希美、結菜、優里にだけ見えている。大翔に憑依したことがある。

## 制作背景
本作は、作者の椎名がTwitterに投稿した「幽霊の男の子と付き合ってる女の子」の漫画が原型となっている。この漫画は、当時、連載用の漫画のネーム作りで苦戦していた椎名が息抜きで描きたいように描いたもので、それを読んだ担当編集者の提案により、連載用のネームに起こすことが決まった。
椎名によると、本作で最初に誕生したシーンは、女の子が幽霊に向かって「君に触れないなら死ぬしかない」と言い放つシーンだという。椎名は、このシーンについて、女の子の「感情が振り切れる瞬間」を描写したかった、と述懐している。

## 作風
マンガ情報サイト「このマンガがすごい!WEB」では、本作は「死んでも離れることのないカップルの純粋で切実な恋心を描く、異色のラブストーリー」と紹介されている。特に、恋人が幽霊となっても一途に想い続ける優里については、読者から様々な意見が寄せられている。作者によると10代の女性読者から共感の声が多く寄せられているといい、一方で、マンガライターの門倉紫麻は優里への共感を示しつつも「狂気めいたものを感じずにはいられない」と評している。書評サイト「マンガHONZ」に掲載されたレビューでは、優里がどう考え、どう動くか予想できないところが、他の作品にはない本作の特徴だと評されている。
また、本作にはホラー・ミステリーといった要素も含まれている。京都国際マンガミュージアムの倉持佳代子は、「ラブコメかと思いきや本格ホラーへ変化していく展開が斬新」と本作を評し、不安定な絵柄と相俟って「読者に色んな感情を巻き起こす」ことに成功している、と述べている。

## 賞歴・ノミネート歴
2018年に「次にくるマンガ大賞 2018」コミックス部門にて14位を獲得。2021年には「第45回講談社漫画賞」の総合部門にノミネートされた。

## 書誌情報
- 椎名うみ 『青野くんに触りたいから死にたい』 講談社〈アフタヌーンKC〉、既刊12巻（2024年7月23日現在）
  1. 2017年6月23日発行（同日発売[講 1]）、ISBN 978-4-06-388272-8
  2. 2017年10月23日発行（同日発売[講 2]）、ISBN 978-4-06-388296-4
  3. 2018年4月23日発行（同日発売[講 3]）、ISBN 978-4-06-511224-3
  4. 2018年11月22日発行（同日発売[講 4]）、ISBN 978-4-06-513494-8
  5. 2019年5月23日発行（同日発売[講 5]）、ISBN 978-4-06-515486-1
  6. 2020年1月23日発行（同日発売[講 6]）、ISBN 978-4-06-518201-7
  7. 2020年9月23日発行（同日発売[講 7]）、ISBN 978-4-06-520732-1
  8. 2021年5月21日発行（同日発売[講 8]）、ISBN 978-4-06-523328-3
  9. 2022年2月22日発行（同日発売[講 9]）、ISBN 978-4-06-526864-3
  10. 2023年1月23日発行（同日発売[講 10]）、ISBN 978-4-06-530259-0
  11. 2023年11月22日発行（同日発売[講 11]）、ISBN 978-4-06-533290-0
  12. 2024年7月23日発行（同日発売[講 12]）、ISBN 978-4-06-536066-8

## テレビドラマ
2022年3月18日よりWOWOWプライムおよびWOWOWオンデマンドで放送・配信。監督はスミス、主演は佐藤勝利。

### キャスト
- 青野龍平 - 佐藤勝利（Sexy Zone）[14][15]（幼少期：正垣湊都）
- 刈谷優里 - 髙橋ひかる[16]
- 藤本雅芳 - 神尾楓珠[17]
- 堀江美桜 - 里々佳[17]
- 刈谷翠 - 水沢エレナ[17]
- 刈谷千裕 - しゅはまはるみ[17]
- 園田一帆 - 玉田志織
- 宮里七海 - 石井礼美

### スタッフ
- 原作 - 椎名うみ 『青野くんに触りたいから死にたい』（講談社『月刊アフタヌーン』連載中）[15]
- 監督 - スミス[15]、椿本慶次郎[18]、戸塚寛人[18]
- 脚本 - 玉田真也[15]
- 音楽 - Tempalay（オープニング曲「Q」、エンディング曲「憑依さん」）
- 企画プロデュース - 櫻井雄一
- 製作 - WOWOW、ソケット

### 放送日程
| 各話   | 放送日  | サブタイトル | 監督 |
| ------ | ------- | ------------ | ---- |
| 第1話  | 3月18日 |              |      |
| 第2話  | 3月25日 |              |      |
| 第3話  | 4月01日 |              |      |
| 第4話  | 4月08日 |              |      |
| 第5話  | 4月15日 |              |      |
| 第6話  | 4月22日 |              |      |
| 第7話  | 4月29日 |              |      |
| 第8話  | 5月06日 |              |      |
| 第9話  | 5月13日 |              |      |
| 第10話 | 5月20日 |              |      |

## 朗読劇
「朗読劇『青野くんに触りたいから死にたい』presented by eeo Stage」が、2024年9月11日から16日にかけてCBGKシブゲキ!!にて公演された。演出を田邊俊喜、脚本をSpacenoid Writers Roomの平瀬美紀・白川ユキが担当している。
| 役名     | 9月11日    | 9月12日    | 9月13日    | 9月13日    | 9月14日    | 9月14日    | 9月15日    | 9月15日    | 9月16日    | 9月16日    |
| 役名     | 19:00      | 19:00      | 14:00      | 19:00      | 13:00      | 18:00      | 13:00      | 18:00      | 12:00      | 17:00      |
| -------- | ---------- | ---------- | ---------- | ---------- | ---------- | ---------- | ---------- | ---------- | ---------- | ---------- |
| 刈谷優里 | 生駒里奈   | 生駒里奈   | 生駒里奈   | 生駒里奈   | 生駒里奈   | 生駒里奈   | 生駒里奈   | 生駒里奈   | 生駒里奈   | 生駒里奈   |
| 青野龍平 | 赤澤遼太郎 | 赤澤遼太郎 | 赤澤遼太郎 | 赤澤遼太郎 | 赤澤遼太郎 | 赤澤遼太郎 | 赤澤遼太郎 | 赤澤遼太郎 | 赤澤遼太郎 | 赤澤遼太郎 |
| 藤本雅芳 | 汐谷文康   | 濱健人     | 梶原岳人   | 汐谷文康   | 梶原岳人   | 汐谷文康   | 濱健人     | 梶原岳人   | 汐谷文康   | 濱健人     |
| 堀江美桜 | 星守紗凪   | 竹内夢     | 星守紗凪   | 竹内夢     | 星守紗凪   | 竹内夢     | 竹内夢     | 星守紗凪   | 星守紗凪   | 竹内夢     |
| 刈谷翠   | 渡辺みり愛 | 渡辺みり愛 | 渡辺みり愛 | 渡辺みり愛 | 渡辺みり愛 | 渡辺みり愛 | 渡辺みり愛 | 渡辺みり愛 | 渡辺みり愛 | 渡辺みり愛 |
| 堀江春希 | 織部典成   | 織部典成   | 狩野翔     | 狩野翔     | 織部典成   | 織部典成   | 狩野翔     | 狩野翔     | 狩野翔     | 織部典成   |